# Fuck Off Parisian Black Metal Scene
Fuck Off Parisian Black Metal Scene es el cuarto demo realizado por la banda francesa de black metal Nocturnal Depression, liberado en abril de 2005.

## Canciones
Toda la música compuesta por Nocturnal Depression. 
| N.º | Título | Duración |  |